# 사회자
사회자(司會者)는 방송인으로 텔레비전 방송 및 라디오 프로그램에 출연하여 그 프로그램의 진행과 출연자와의 인터뷰와 곡목 등의 해설·소개를 맡는 사람으로, 줄여서 MC(Master of ceremonies)라고 한다. 남성 사회자는 호스트(host), 여성 사회자는 호스티스(hostess) 등으로 부르기도 하며, 사회자가 여러 명인 경우도 있다.